# El Barrio de la Soledad
El Barrio de la Soledad är en kommun i Mexiko.   Den ligger i delstaten Oaxaca, i den sydöstra delen av landet, 500 km sydost om huvudstaden Mexico City. Antalet invånare är 13 608. Arean är 233 kvadratkilometer.
Terrängen i El Barrio de la Soledad är kuperad åt sydväst, men åt nordost är den platt.
Följande samhällen finns i El Barrio de la Soledad:
- Colonia Progreso
- Fraccionamiento Loma Azul
- Niza Conejo
- Lachigoló
- Lagunas
- Río Grande
- Colonia Hidalgo
- Los Nanches
- Chivaniza
- Cuajinicuil
- San Isidro
- El Sardinero
- Llano Redondo
- Las Palmitas
- La Junta
- Entrada el Zapote